# Klaus Greinert
Klaus Wolfgang Greinert (* 3. Juni 1940 in Berlin) ist ein deutscher Unternehmer und ehemaliger Hockeyspieler und Olympiateilnehmer.

## Leben
Greinert wurde in Berlin geboren, wo er auch aufwuchs. Nach dem Abitur absolvierte er eine Lehre zum Groß- und Außenhandelskaufmann bei der AEG-Tochter Olympia. Anschließend arbeitete er bei Unternehmen wie Schering, Gillette, Pond’s und ab 1970 für den Papierveredler Nikolaus Dachau. 1977 wurde Greinert Prokurist bei der Karl Hornung KG, einer Beteiligungsgesellschaft des Familienunternehmens der Gebr. Röchling. 1981 wechselt er und wird Geschäftsführer der Röchling Eisenhandel KG, ehe Greinert 1986 die Leitung verschiedener Töchter der Gebr. Röchling KG und der Röchling Industrie Verwaltung übernimmt. Im Jahr 2000 wechselt er in die Aufsichtsgremien der Röchling-Dachgesellschaft. Bis 2010 hatte er den Familienratsvorsitz bei der Röchling-Gruppe inne. Vom 10. Juli 1997 bis 2017 war er Aufsichtsratsvorsitzender der Rheinmetall AG.
Greinert ist mit seiner Familie zu 75 Prozent Eigentümer der Duravit AG in Hornberg. Sohn Gregor (* 1974) ist Aufsichtsratsvorsitzender des Unternehmens. Er gehört zu den 500 reichsten Deutschen.

## Sportliche Karriere
Den Einstieg zum Hockeysport fand Klaus Greinert bereits in jungen Jahren bei Z88 Berlin. Als 14-Jähriger wechselte er zum Berliner Hockey Club, mit welchem er seine größten nationalen Erfolge feierte.
Unter anderem errang er mit dem Berliner Hockey Club siebenmal den Titel des Deutschen Meisters. Davon 1961/62/63/65 im Feld und 1962/63/65 in der Halle.
1967 wechselte er dann zum Münchner SC, wo er bis Anfang 1969 spielte und mit dazu beitrug, den MSC an die deutsche Hockeyspitze heranzuführen. 1969 wechselte er zum SC SaFo Frankfurt.
Von 1965 bis 1968 war er Kapitän der deutschen Nationalmannschaft, mit der er 1960 in Rom erstmals an Olympischen Spielen teilnahm und Siebter wurde. Acht Jahre später reiste er mit der deutschen Mannschaft zu den Olympischen Spielen in Mexiko-Stadt. Hier wurde das Team Vierter. Bis 1969 spielte er insgesamt 72-mal für die deutsche Hockeynationalmannschaft der Herren.

## Ehrungen und Auszeichnungen
- Für seine sportlichen Leistungen wurde er am 24. Dezember 1963 durch Verleihung des Silbernen Lorbeerblattes geehrt.[5]
- 2010 wurde er von der Universität Mannheim zum Ehrensenator ernannt.[6]

## Privates
Seit 1971 ist er mit Jutta, geb. Röchling verheiratet und hat einen Sohn. Seine Ehefrau war ebenfalls deutsche Hockeynationalspielerin. Die Familie Greinert engagiert sich als Mäzen beim Mannheimer HC. Er ist Vorstand der Stiftung des Mannheimer Hockeyclub. 2016 wurden beide beim Rhein-Neckar SportAward mit dem Life-Time-Award für ihr jahrzehntelanges Engagement beim Mannheimer HC geehrt. 2009 initiierte Klaus Greinert gemeinsam mit der Universität Mannheim das Mannheimer Sportstipendium und tritt als Förderer auf.

## Film
- Luxus-Penthouse im Bunker, SWR, Sendung vom 8. Januar 2023 über das Leben von Jutta und Klaus Greinert im Hochbunker in Mannheim-Feudenheim.
- Inside Duravit – Jutta Greinert, 2020